# ستيوارت روبنسون
ستيوارت روبنسون (بالإنجليزية: Stuart Robinson)‏ هو مقدم برامج إذاعية بريطاني، ولد في 20 يونيو 1979 في Carrickfergus ‏ في المملكة المتحدة.